# Fabio Ferri (attore)
Fabio Ferri (Bari, 13 giugno 1970) è un attore, ballerino e personaggio televisivo italiano.

## Biografia
Attore poliedrico, comincia la sua carriera artistica come ballerino. Ha raggiunto la notorietà presso il pubblico apparendo nel videoclip della canzone Salirò di Daniele Silvestri, ed in quello della canzone Che idea dei Flaminio Maphia.
Nel 2002 partecipa al Festival di Sanremo come ballerino nell’ultima esibizione di Daniele Silvestri, che canta il brano Salirò.
Nel 2004 conduce  "B.R.A. Braccia rubate all'agricoltura" di Serena Dandini su  Rai2.
Nel 2005 partecipa a diverse puntate del varietà comico Bla Bla Bla, condotto da Lillo & Greg, interpretando svariati personaggi intervistati dal duo romano.
Nel 2007 è inviato nel programma Matinée su Rai 2.
Ha recitato in numerose fiction televisive come Incantesimo 7 e Ama il tuo nemico 2; a partire dal 2008 ha interpretato l'ispettore Giandomenico Morini nella serie tv Rex.

## Filmografia parziale

### Cortometraggi
- Quanta donna vuoi, regia di Edoardo De Angelis (2004)
- Maionese a colazione, regia di Gian Paolo Vallati (2007)

### Cinema
- Barbara, regia di Angelo Orlando (1998)
- Ormai è fatta!, regia di Enzo Monteleone (1998)
- Zora la vampira, regia dei Manetti Bros. (2000)
- Tobia al caffè, regia di Gianfranco Mingozzi (2000)
- Le sciamane, regia di Anne Riitta Ciccone (2000)
- El Alamein - La linea del fuoco, regia di Enzo Monteleone (2002)
- Gente di Roma, regia di Ettore Scola (2003)
- Non prendere impegni stasera, regia di Gianluca Maria Tavarelli (2007)
- Ti presento un amico, regia di Carlo Vanzina (2010)
- Cose dell'altro mondo, regia di Francesco Patierno (2011)
- Si può fare l'amore vestiti?, regia di Donato Ursitti (2012)
- Rocco tiene tu nombre, regia di Angelo Orlando (2015)
- Non ci resta che il crimine, regia di Massimiliano Bruno (2019)

### Televisione
- Ama il tuo nemico 2 - miniserie tv (2001)
- Distretto di Polizia 4, regia di Monica Vullo – serie TV, episodio 4x22 (2003)
- Incantesimo 7 - serie tv (2004-2005)
- R.I.S. 2 - Delitti imperfetti, regia di Alexis Sweet - serie TV, episodi 2x04 e 2x07 (2006)
- Don Matteo 6 - serie TV, episodio Il fratello di Natalina (2008)
- Rex - serie tv (2008-2011)
- Negli occhi dell'assassino, regia di Edoardo Margheriti - film TV (2009)
- Squadra mobile, regia di Alexis Sweet - serie TV (2015)